# 鶴子銀山
鶴子銀山（つるしぎんざん）は、安土桃山時代から昭和時代にかけて採掘されていた佐渡島の鉱山。現在の新潟県佐渡市（旧佐和田町）にあたる地域に存在し、島内でも最古の部類に属する。

## 歴史
1542年に露頭から銀を採掘開始。1595年には石見銀山の山師を招いて本格的な坑道を使った採掘が始まった。銀を求めて人が集まるようになり「鶴子千軒」と呼ばれるほどの繁栄を見せた。麓の沢根には港が整備され、積出港として栄えた。
その後、佐渡島内の金銀採掘の拠点は山の反対側で見つかった相川金銀山（相川鉱山）へと移っていき、1603年には鶴子の代官所（陣屋）が相川に移転した。鶴子銀山は徐々に銀の採掘量が減り、18世紀中ごろからは銅の採掘が主となり、1946年に閉山した。なお、鶴子銀山の採掘技術は相川で応用されている。
2011年、史跡「佐渡金銀山遺跡」に追加指定された。
鶴子銀山の採掘跡は、地表に露出した鉱石をそのまま取り出した露頭掘りの百枚平、沢の斜面などに見える鉱脈を地形に沿って追う樋追い掘りをした屏風沢、トンネル状に横穴を開削した大滝間歩、最期まで採鉱していた斜坑を伴う本口間歩跡など、掘削技術の変遷を見ることができる。2002～07年にかけて銀山遺跡の分布調査が行われ、大小合わせて675ヶ所の採掘跡を確認した。

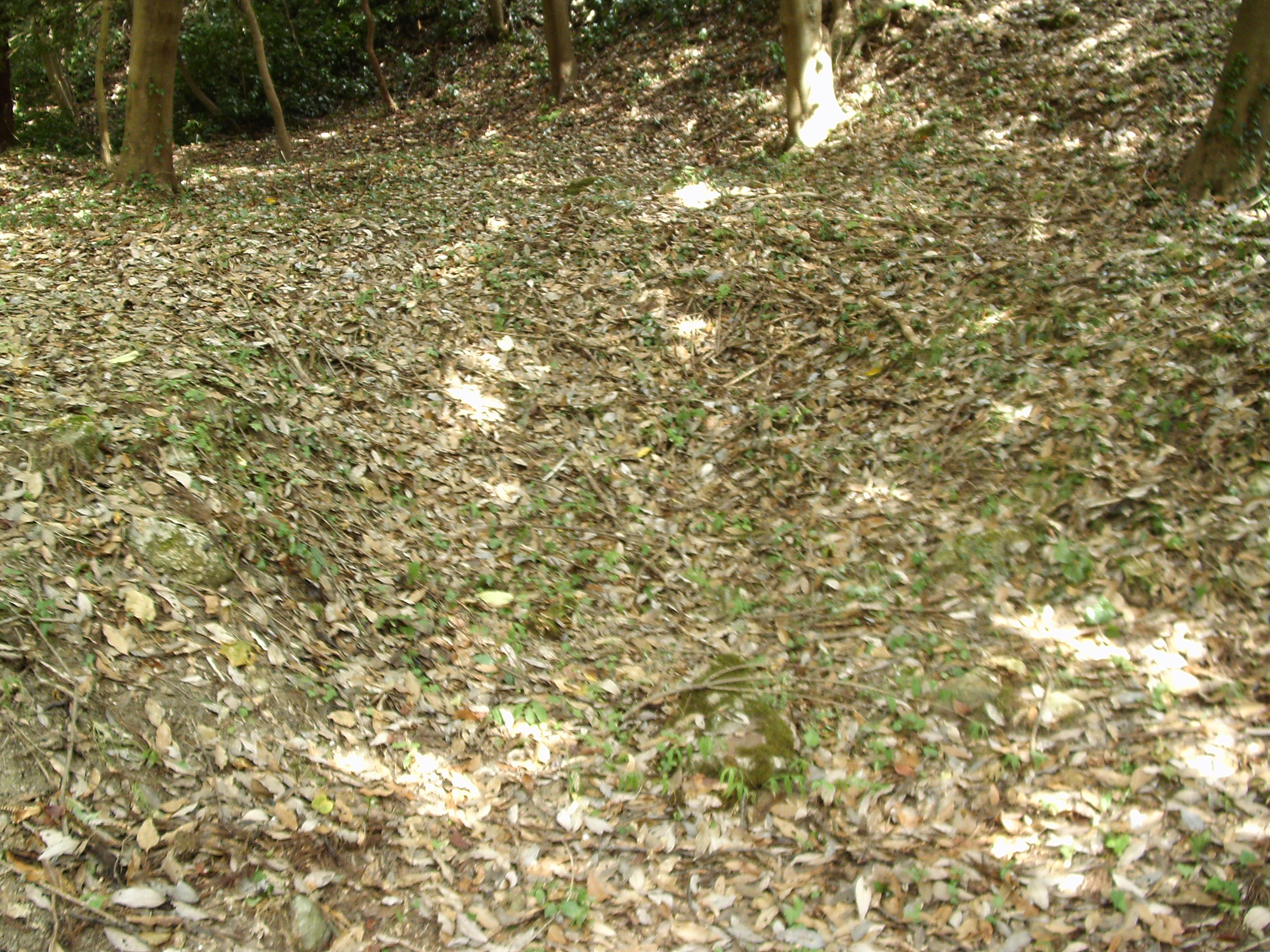
百枚平
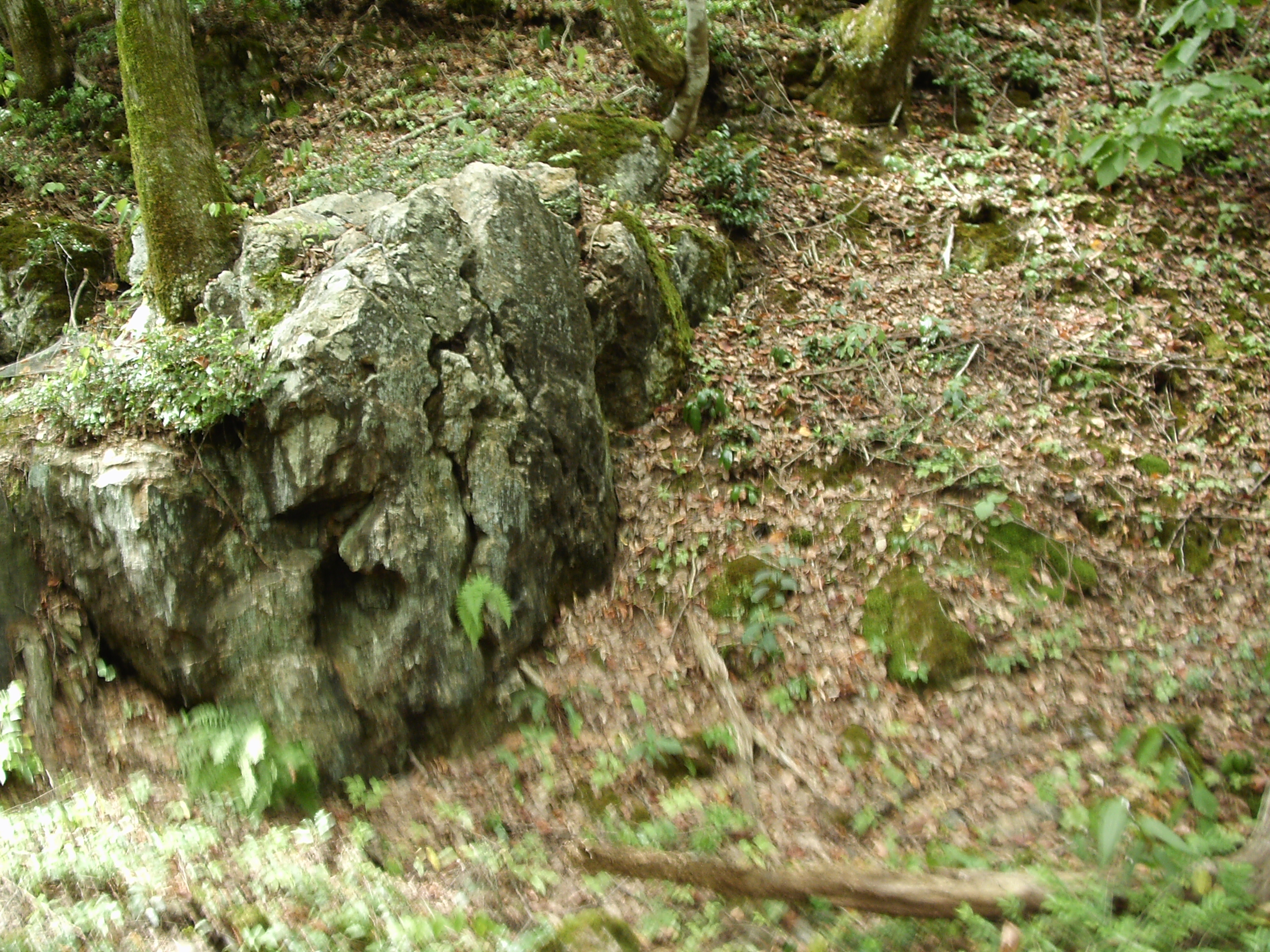
屏風沢
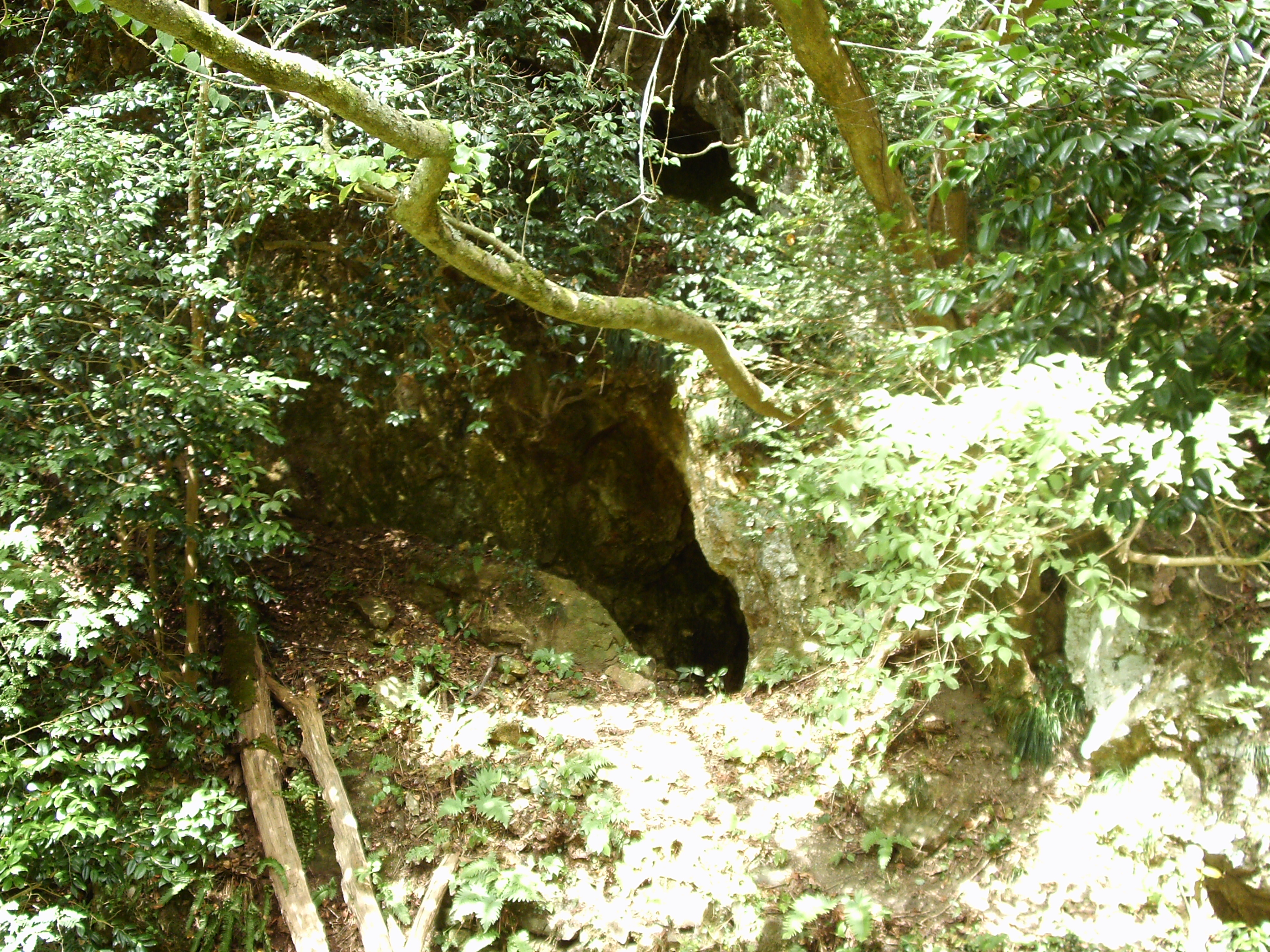
大滝間歩跡
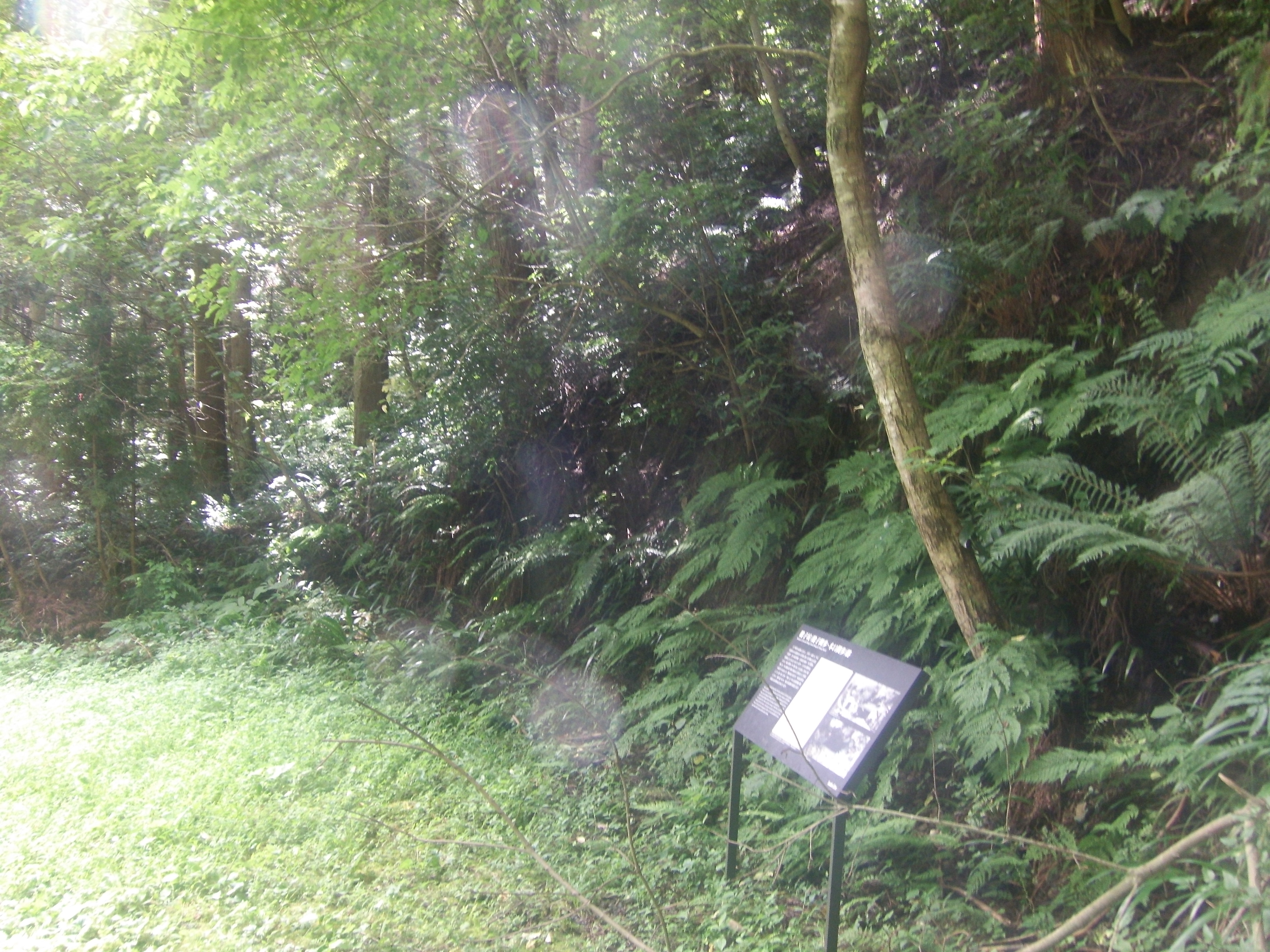
本口間歩跡
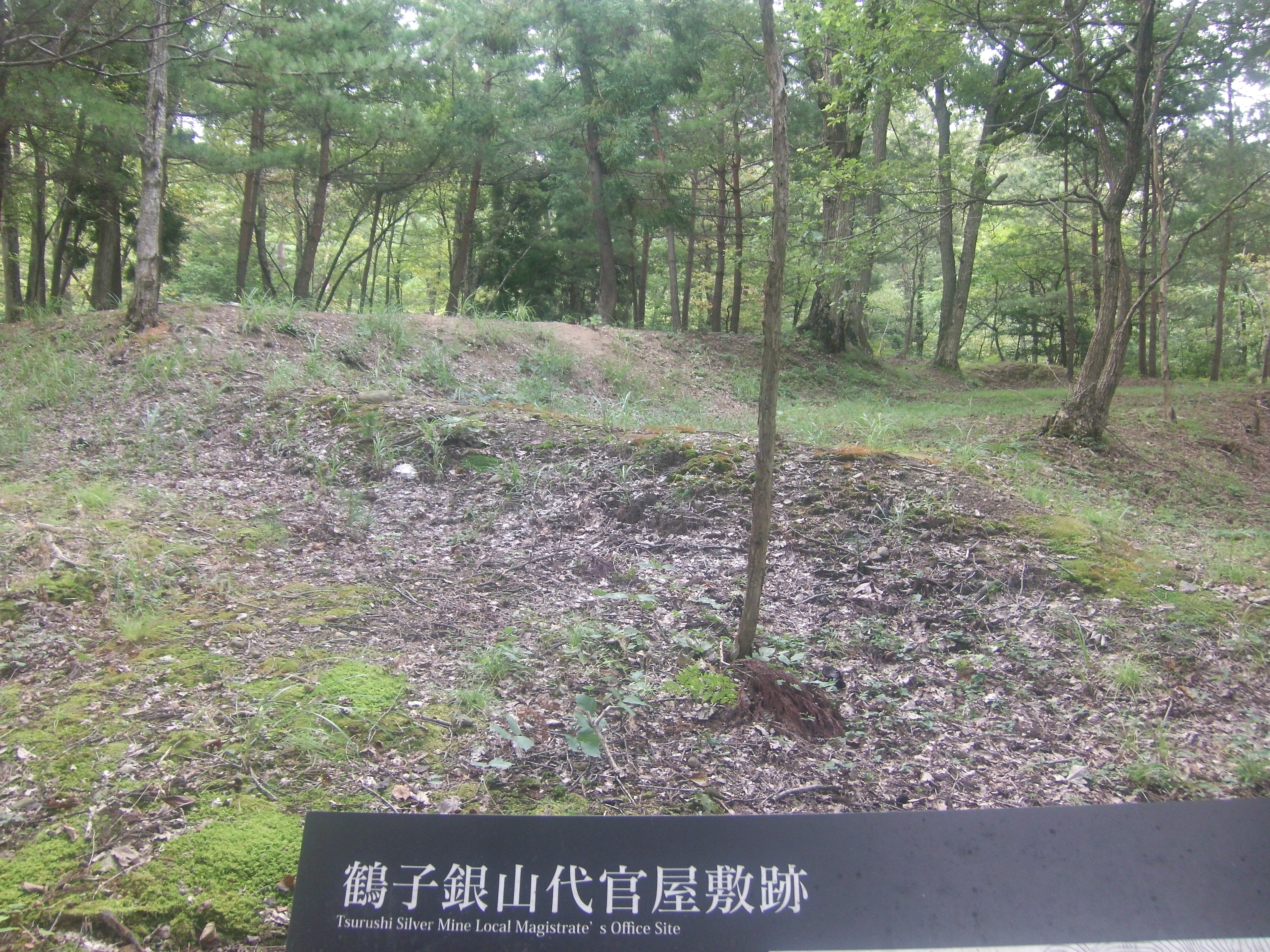
代官屋敷跡
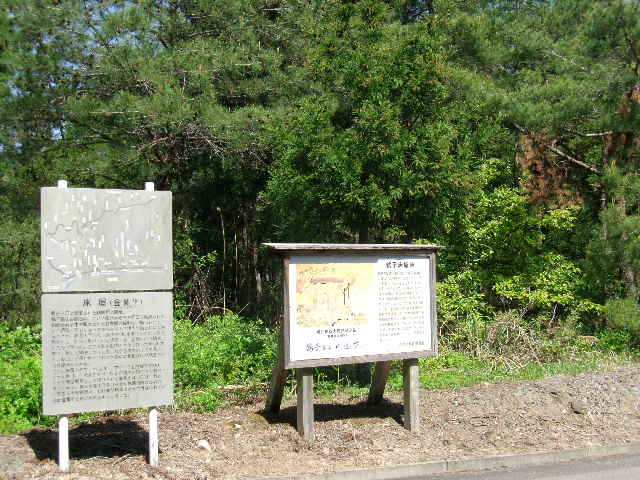
床屋（精錬加工場）跡

### 鶴子道
鶴子銀山の銀を島外へ搬出するための港があった真野湾の沢根五十里まで運ぶべく鶴子道（五十里道とも）が敷かれた。相川金銀山（相川鉱山）が開発されると鶴子銀山を経て相川まで道が延伸された。これを西五十里道と呼ぶが、急峻で険しい道程で、島南部に新たな搬出拠点となる小木港が整備されたことから、寛永5年（1628年）に中山峠を経由して真野湾沿いに小木に至る相川往還が開通し物流の流れが変わったことで廃れてしまった。
鶴子道は本線以外に各坑道へと往来する大滝道・百枚道や青野峠を越える青野道などの枝線、沢根港へ至る沢根道は複数並走している。

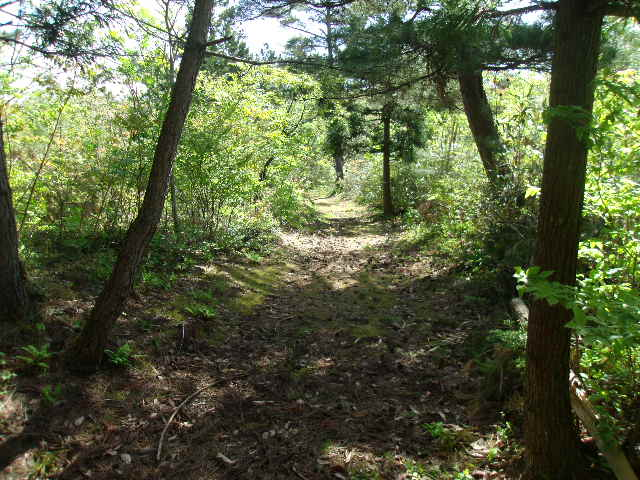
鶴子道銀山口
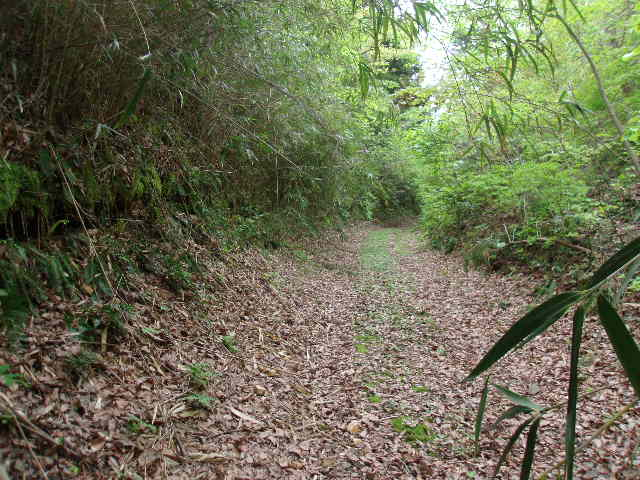
鶴子本道
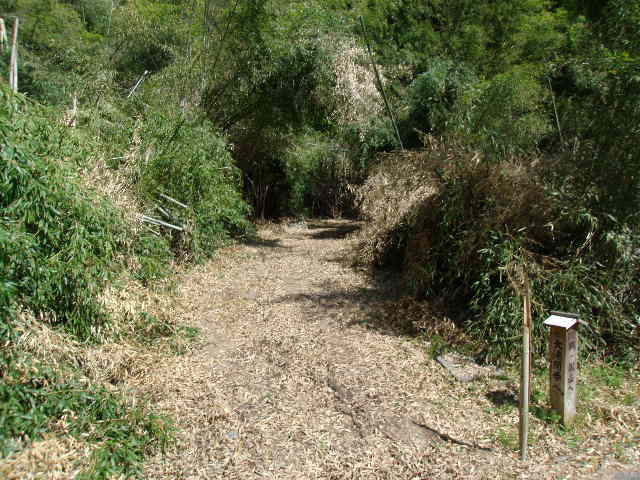
大滝道
東野道
田中道
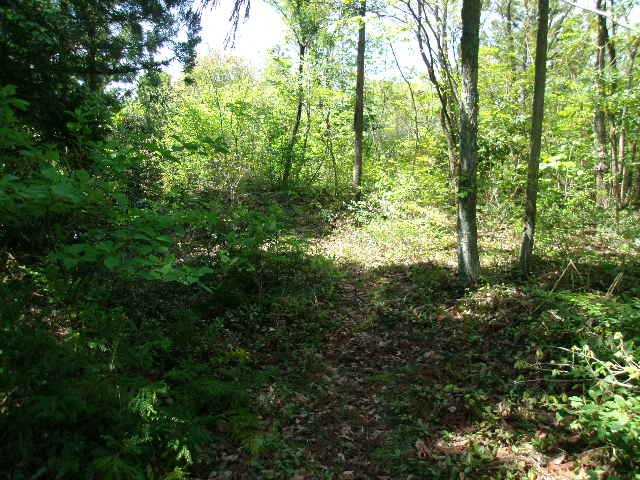
青野道
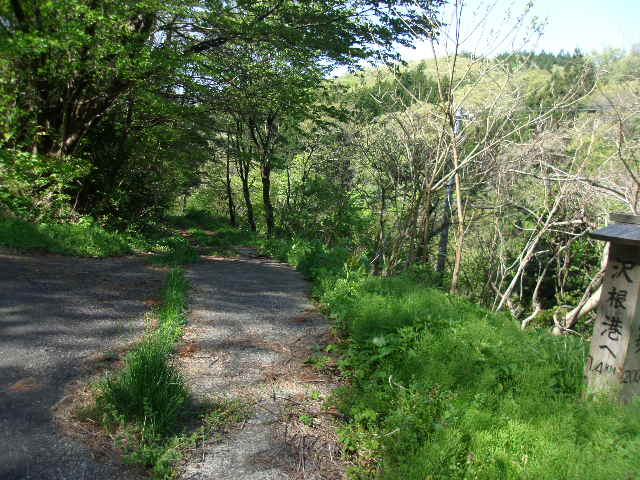
沢根道
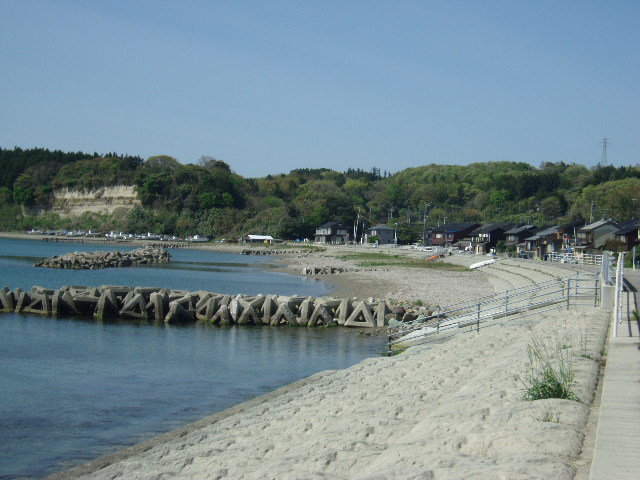
現在の沢根港